# محمد المختار بن محمد الأمين الشنقيطي
مُحمدُ المختار بنُ محمّد الأمين بنِ محمد المختار الشنقيطي (1361- 1441هـ/ 1942 - 2019 م) عالم وفقيه أصولي ومفسّر لغوي، سعودي الجنسية، موريتاني الأصل، ومدرِّس بالحرمين الشريفين.

## نشأته
ولد في بلاد شنقيط بموريتانيا عام 1361هـ/ 1942م، ونشأ في بيت علم، فقد كان والده عالمًا كبيرًا معروفًا وهو الشيخ محمد الأمين الشنقيطي.

## مؤلفاته
- تحقيق مراقي السعود إلى مراقي السعود للشيخ المرابط.[5]
- تحقيق سلاسل الذهب للإمام الزركشي
- تحقيق مبلغ المأمول لابن بونا
- تحقيق تقريب ابن جزي
- تحقيق لقطة العجلان
- مجموعة بحوث ورسائل في طرق دفع التعارض ومعارضة القياس لحديث الآحاد

## وفاته
توفي محمد المختار بن محمد الأمين الشنقيطي يوم الثلاثاء 1 ربيع الأول 1441 هـ الموافق 29 أكتوبر 2019، في المدينة المنوَّرة عن عمر يناهز 77 عامًا، وصُلي عليه العصر في المسجد النبوي، ودُفن في مقبرة البقيع.